# Villabon
Villabon ist eine französische Gemeinde mit 563 Einwohnern (Stand: 1. Januar 2022) im Département Cher in der Region Centre-Val de Loire. Sie gehört zum Kanton Avord (bis 2015: Kanton Baugy) und zum Gemeindeverband Communauté de communes La Septaine.

## Geografie
Villabon liegt im Berry etwa 25 Kilometer östlich von Bourges. Umgeben wird Villabon von den Nachbargemeinden Brécy im Norden und Westen, Étréchy im Nordosten, Gron im Osten, Baugy im Süden und Südosten sowie Farges-en-Septaine im Süden und Südwesten.

## Bevölkerung
| Jahr      | 1793 | 1800 | 1872 | 1906 | 1931 | 1936 | 1946 | 1954 | 1962 | 1968 | 1975 | 1982 | 1990 | 1999 | 2006 | 2013 |
| --------- | ---- | ---- | ---- | ---- | ---- | ---- | ---- | ---- | ---- | ---- | ---- | ---- | ---- | ---- | ---- | ---- |
| Einwohner | 527  | 362  | 825  | 659  | 591  | 532  | 588  | 537  | 525  | 480  | 405  | 462  | 521  | 463  | 534  | 561  |

## Sehenswürdigkeiten
- Kirche Saint-Quentin
- Schloss (siehe auch: Liste der Monuments historiques in Villabon)